# Station Yalding
Yalding is een spoorwegstation van National Rail in Yalding, Maidstone in Engeland. Het station is eigendom van Network Rail en wordt beheerd door Southeastern. Het station is geopend in 1844.